# 斯拉夫斯克
54°39′N 19°55′E / 54.650°N 19.917°E
斯拉夫斯克 （俄语：Славск）是俄羅斯加里寧格勒州東北部的一個城市。2002年人口5,172人。
1945年前屬德國，稱為海恩里希斯瓦尔德（Heinrichswalde）。

## 姐妹城市
- 瑞典龍訥比

## 知名人物
- 阿图尔·埃韦特，共产国际人物